# L'amante russo
L'amante russo (Passion simple) è un film del 2020 diretto da Danielle Arbid e tratto dal romanzo Passione semplice di Annie Ernaux.

## Trama
La storia d’amore tra un uomo ed una donna che si conoscono per caso e si frequentano per diversi mesi. Lui è un diplomatico russo, sposato e più giovane di lei. Lei è un'insegnante e ricercatrice coi piedi ben piantati per terra.

## Produzione

### Riprese
Le riprese del film sono durate sette settimane, dal 19 gennaio al 5 marzo 2019, e si sono svolte a Parigi e nella regione dell'Île-de-France, nella regione dell'Alvernia-Rodano-Alpi, nonché a Firenze e a Mosca.

## Distribuzione
Il film è stato distribuito nelle sale cinematografiche italiane a partire dal 17 giugno 2021.

## Accoglienza

### Incassi
Il film ha incassato ai botteghini 286.013 dollari.

## Riconoscimenti
- 2020 - Festival internazionale del cinema di San Sebastián
  - Nomination Miglior film